# Кресты (Красногородский район)
Кресты — деревня в Красногородском районе Псковской области России. Входит в состав  Пограничной волости.

## География
Расположена на западе района, у реки Инница, в 14 км к юго-западу от районного центра, посёлка Красногородск.

## Население
| 2001 | 2002 | 2010 |
| ---- | ---- | ---- |
| 260  | ↘196 | ↘164 |

Численность население деревни по оценке на начало 2001 года составляла 260 жителей.

## История
С января 1995 до апреля 2015 года деревня была административным центром  Пограничной волости.